# Hura crepitans
Hura crepitans, in Suriname bekend als posentri, verder ook als zandkokerboom of jabillo, is een groenblijvende boom, behorend tot de wolfsmelkfamilie. Deze soort komt voor in de tropische delen van het Amerikaanse continent inclusief het Amazoneregenwoud.
De boom kan 60 m hoog worden. De bast is bedekt met stekels, waarom deze boom ook wel de 'monkey no-climb' wordt genoemd. Wanneer de zaden vrij komen worden deze met meer dan 250 km per uur weggeschoten (explosieve dehiscentie). Dat is gevaarlijk voor mensen en dieren in de buurt en heeft de boom de bijnaam 'dynamite tree' heeft gekregen. In de Hortus botanicus in Leiden staat een exemplaar waarvan de vruchten altijd bijtijds verwijderd worden omdat anders het glas in de kas zou sneuvelen. De inheemse Cariben gebruikten het sap vroeger om vissen mee te vangen en vergiftigde pijlen af te schieten.
In Suriname is het Natuurreservaat Peruvia voornamelijk vanwege deze boom gesticht.
Het is het laatste grote posentribestand van Suriname. Het is een boom die snel groeit en goed hout levert. Bovendien voelt de soort zich meer dan de meeste andere grote bomen vooral thuis in de zwampen van dit gebied.
De boom is een invasieve soort in delen van Tanzania.